# Kœnigsmark (téléfilm)
Pour les articles homonymes, voir Kœnigsmark.

Kœnigsmark est un téléfilm réalisé par Jean Kerchbron tirée du roman de Pierre Benoit.

## Résumé
Le lieutenant Vignerte, en 1914 dans les tranchées, raconte à son camarade la vie de ses derniers mois en tant que précepteur du fils du grand-duc de Lautenbourg.

## Adaptation du roman
Le téléfilm suit assez fidèlement le roman. Ribeyre et ses amis n'apparaissent pas, le personnage de Clotilde pourrait être relégué comme manucure près de Marçais. Dans le roman, Vignerte rencontre pour la première fois la grande-duchesse lors de la parade, alors que dans le téléfilm, ils se voient avant dans le manège.

## Fiche Technique
- Réalisation : Jean Kerchbron
- Roman : Pierre Benoit
- Adaptation : Armand Lanoux
- Directeur de la photographie : Albert Schimel
- Cameraman : René Versini et Henri Sicart
- Assistants réalisateurs : Josée Dagnant et Abder Berkani
- Conseiller équestre : Jean Galtat
- Décors : Alexandre Hinkis
- Costumes : Christiane Coste
- Musique : Jean Wiener ; orchestre dirigé par André Girard
- Durée : 1 h 47 min 33 s
- Diffusion : 12 septembre 1968 sur la première chaîne de l'ORTF

## Distribution
(par ordre d'apparition à l'écran)
- Denis Manuel : Vignerte
- Jean Muselli : Benoît
- Clément Bairam : Le capitaine
- Marc Monjou : Le sergent
- Emmanuel Dechartre : Le second sergent
- Pierre Bastien : Le caporal
- Albert Médina : Le professeur Thierry
- Jean Ozenne : De Marçais
- Louise-Marie Gonnet : Charlotte, la manucure
- Tony Rödel : Ludwig
- Hans Meyer : Le grand duc de Lautenbourg
- Reinhard Kolldehoff : Von Kessel
- Jean-Daniel Ehrmann : Le lieutenant Hagen
- Jacques Masson : Joachim
- Ernest Menzer : Cyrus Beck
- Colin Drake : Smith
- Marika Green : La grande-duchesse Aurore de Lautenbourg
- Anny Duperey : Mélusine
- Amarande : Marthe
- Konrad von Bork : Un officier allemand
- Jean-Pierre Zola : Le général allemand
- Georges Dehlen : Von Boose